# 魔装番長バンガイスト
『魔装番長バンガイスト』（まそうばんちょうバンガイスト）は、霧隠サブローによる日本の漫画。リイド社のウェブコミック配信サイト『リイドカフェ』にて、2017年4月6日から2021年7月15日まで連載。作者曰く「メタル！プロレス！特撮魂!!キモい動物大行進！怪奇アクションの決定版」。NEW懐かし系ヒーローアクション!!」

## ストーリー
人類が愛と正義を忘れて私利私欲に走る現代、群馬県の山中から2千年前に人類との戦いに敗れて地底に封印された魔界一族が復活し、大邪神グデュリューの復活の生贄とすべく日本全滅作戦を開始した。その前に立ちふさがり戦いを挑むのは、街のワル番超一郎や千堂ヒメコ、プロレスラーたちであり、超一郎が怒りと共に変身する2千年前に魔界一族を裏切って人類に味方した魔装番長バンガイストであった。魔界一族の用意周到のようでずさんでギャグのような数々の作戦を、バンガイスト達が怒りと共に、人情、ギャグも交えながら人知れず打ち砕いて行く。

## 登場人物

### 主人公側
番超一郎（ばん ちょういちろう）/魔装番長バンガイスト
カワサキ・ザンザスを愛車とする街のワル。高校時代は先輩のミツヒデと共に数々の武勇伝を誇る。怒りと共に髪形がリーゼントに変化してバンガイストに変身できるが、なぜそうなったかは不明。また一度変身してしまうとエネルギーを使いきるまでは自由に変身を解くことはできない。非常に怒りっぽい性格でささいなことでも怒りを示す一方で、弱い者には拳を向けられないという一面も持つ。女も殴らないが、バカは別。バンガイストとして戦いながら日々のアルバイトで生計を立てている。好物は家系ラーメン。安酒場ばかり行っているので安酒場メニューに詳しい。弱点は喜び、楽しみなどの感情が入ることで、怒りのエネルギーの消費が早まってしまう。
千堂ヒメコ（せんどう ヒメコ）
破邪狐月流（はじゃこげつりゅう）十三代目の少女。ミニスカにサポーター付きのセーラー服といういでたちで堂々とパンチラや露出の多さで相手の目をくらませる戦法を使うが、相手が女性でも対抗出来るなどかなりの使い手である。ある組織の指令と魔界一族の殲滅を使命により日当1日700円で魔界一族と戦うことになり超一郎と知り合う。初期は超一郎とは何かと口論しがちだが、その仲は良好である。後に「伝説のスケ番」が着用していたセーラー服の意思によりその実力を認められ着用することでパワーアップした。前述のとおりかなりの貧乏生活をしており、とても食い意地が汚い。
仏山ミツヒデ（ほとけやま ミツヒデ）
身長176センチメートル、体重90キログラム、得意技はバックドロップ。超一郎の高校時代の先輩でプロレスラー。高校時代は超一郎とよくつるんでおり数々の武勇伝があり、そのためかプロレスラーの道へと進んだ。頭はよくなく、同僚や後輩から「クズ野郎」などと称されるなど、あまり慕われていない。プロレスラーの傍ら玉山モータースの店番もこなし超一郎に協力する。髪は金髪だが、「なまぼこ2」では黒髪だった。
岡本裕介（おかもと ゆうすけ）
身長185センチメートル、体重120キログラム、得意技はラリアットとリクライナー。心霊スポット探索が趣味。ミツヒデが所属するプロレス団体「SDW」の主宰。常に上半身裸で、頑なに上着を着ない。本人曰く「生まれてから一度も腹を壊したことはない」というほど頑健な体の持ち主。怪人に襲われた玉山博士を救い協力を求められたことから、魔界一族と戦うようになる。岡本リクライナーという技で魔界一族の怪人とも互角以上に戦える。レスラーとしての経験からか冷静な観察眼も持っているが、荒っぽくミツヒデを制止する。
玉山博士（たまやまはかせ）
本名は「玉山金助（きんすけ）」。水爆を作る技術を持っていたため魔界一族に狙われ研究所を失う。この一件を人類の危機と察知して、表面上はバイク店の玉山モータースを設立し魔界一族と戦う秘密基地にしようとしている。当初は超一郎から「逃げてばかりだ」と嫌われていたが、命がけで子供達を守ろうとしたことから「気が向いたら協力する」と言われる。戦闘力はないに等しいが西部の掟に従い常にコートを着用している。なぜかトラックスーツも所持している。

### 魔界一族
人類に恐怖を与える存在。群馬県にある岩山が真っ二つに割れ、復活した。

#### 魔将軍
大神官グレートダゴン（だいしんかんグレートダゴン）
魔将軍五人のリーダー格。「海魔一族（かいまいちぞく）」を率いる。半魚人のような姿をしている。エネルギーが足りず太平洋に封印されたままの大邪神グデュリューを復活させるべく日本全滅と復活したバンガイスト抹殺を指示する。「スパイたらこ」という地上偵察機がある。
獣魔隊長ワイルドウルフ（じゅうまたいちょうワイルドウルフ）
魔将軍の一人で獣魔族（じゅうまぞく）を率いる獣魔軍団指揮官。狼をモチーフとした姿をしている。大型トレーラー並のパワーと鋭く固い爪と牙を持つ。ただし獣魔族のほとんどは頭は良くない。当初は日本全滅作戦を任せられ、爆発物を使った富士山噴火を計画し玉井博士や袋井博士を襲うも怪人が誰一人戻ってこないことから、探りを入れたところプロレスラーの存在とバンガイスト復活を知る。その後、大神官の意向として日本全滅作戦からバンガイスト抹殺に任務を変更されるが、敗北を続けついには「獣魔軍団生存戦略会議」を開く。
妖魔皇帝キングミイラ（ようまこうていキングミイラ）/ファラオコブラ
魔将軍の一人で妖魔族（ようまぞく）を率いる妖魔軍団指揮官。古代エジプトの王族のような姿をしている。バンガイスト復活により日本全滅計画を任せられる。地上で活動する際には「ファラオコブラ」へと名を変え、キングコブラをモチーフにした姿に改める。ワイルドウルフの作戦を「畜生が考えそうな短絡的作戦」と批判し、虐げられた人々の心理を利用した作戦や骨董品や美術品に籠ったツクモガミという妖力を使った作戦を展開する。その一方で、バンガイスト対策として獣魔軍団の怪人を起用したりもするが平気で使い捨てようとする。
鎧魔伯爵カイザードラキュラ（がいまはくしゃくカイザードラキュラ）
魔将軍の一人で鎧魔族（がいまぞく）を率いる鎧魔軍団指揮官。ドラキュラをモチーフにした姿をしているが、鎧魔族は魔界一族に寝返った古の人間でもある。バンガイスト復活に対して「今しばらく地下でくつろいでいたい」と話した。
鋼魔団長ビッグフランケン（こうまだんちょうビッグフランケン）
魔将軍の一人で鋼魔族（こうまぞく）を率いる鋼魔軍団指揮官。フランケンシュタインを部分的に機械化したような姿をしている。バンガイスト復活に対して「出撃にはもう少しの整備が必要」と話した。

#### 怪人
ザ・デス多怒鬼（ザ・デスたぬき）
タヌキの風貌をした怪人。獣魔軍団妖術部隊長。その肩書通り妖術による幻覚で敵を混乱させながら戦う数少ない頭脳派タイプ。その他、自信の金玉を用いて攻撃をかわすなど下品さも兼ね備えている。非常に人情に厚く部下及び仲間を大切にする性格でもあり、ひょんな事からバンガイスト陣営と共闘したこともある。先祖「刑部狸（ぎょうぶだぬき）」を一時的に蘇らせる事が出来る。
エル・パンダラス
パンダの風貌をした怪人。獣魔軍所属だが、バンガイストを倒すこと以外はほとんど興味がなく、他の怪人の名前を呼び間違えている（ベアーモンスを「ベアーコング」、ピエロ・ザ・イットを「ピエロ・ザ・キッド」と呼ぶなど）。一般市民に無駄な危害を加えることを嫌うため、岡本らにも敵扱いされていない。元々獣魔軍と仲の悪い妖魔軍の怪人とは敵対することが多い。生存作戦をつゆ知らず、妖魔族に追われる身となるが岡本の所属するプロレス団体、SDWに加入した。武器は刀と拳銃だが、プロレスラーに転身後は「パンダ拳」に変えている。一人称は「拙者」だったが、後に「オレ」に変わった。
ベアーモンス
岡本、ミツヒデらが所属するプロレス団体、SDWの入団テストを受けに来た獣魔族の怪人(変装時での一応は普通の人間の振りをしている)。元々は人間であるが頭が悪く、どんなに怪しくても、貰ったり落ちている食べ物は真っ先に必ず食べるという悪癖がある。プロレス団体にプロレスラーとして潜伏せよとの命令を受けているが、理由を聞かされてはいない。性格は良い人らしく、入団後は練習も真面目にこなし、ミツヒデよりも玉太郎らに信頼されている。なお、超一郎やSDWのレスラー達には普通の人間ではない(怪人である)事はとっくにバレている。
カーネル・レイス
妖魔軍団親衛隊長で軍団のナンバー2。外国語を混ぜながら話し、相手に触れた部分の能力を奪い取るナイフを使う。ナンバー2だけあって戦闘員だけでなく怪人も指揮する権限も持っており能力も高いようだが、バンガイスト抹殺に失敗し怪人を失ったことからファラオコブラから戦闘員に降格を言い渡され別作戦に参加するよう命じられる。

### その他
上樹巡査（うえきじゅんさ）
ずんぐりとした体型で体毛の濃い警察官。巡回や出動時にはなぜか上半身裸になる。本人曰く「上半身は裸に限る」とのこと。登場時には「ポリスメーン」と表記される。警察官としての順法意識からか「コラーッ」と現れて、何かと注意してくることが多く正義感も強いらしいが、魔界一族と戦うにはやや実力不足である。
侠家の主人（おとこやのしゅじん）
家系ラーメンの店長。超一郎は岡本や玉山博士とここで出会う。修行の末に出した店だが魔界一族の怪人に襲撃され店は破壊される（この一件はガス爆発として扱われる）が、常連客でもある後輩達の協力により店を再開させるも、またもや魔界一族の怪人に襲撃され店を破壊された。
袋井博士（ふくろいはかせ）
魔界一族が玉山博士の次に目を付けた人物。爆弾研究の第一人者。魔界一族に拉致され人間汁にされかかるもバンガイストにより救出されるが、その際に岡本が誤ってファイヤーサンダーをかけてしまい、頭を強打させたため記憶を失ってしまった。それ以降、記憶が戻ってもなぜか全裸でもまったく気にしない。科学者ではあるが、なぜか身体能力が異常なまでに高く、記憶を失っていた時期はSDWの前座レスラーとしてリングに上がっていた。リングネームはプロフェッサー・袋井。
玉井玉太郎（たまいたまたろう）
SDWの練習生。体は大きいが気弱な性格でジュニアアイドル好き。練習生ながら岡本やミツヒデも認めるほどのパワーの持ち主だが、レスラーとしての自信を持てず道場を抜け出した所を魔界一族に利用されトロール化してしまうが、プロレスをやりたいという気持ちを失っておらず、ヒメコの露出を見たことで自我を取り戻しバンガイストとミツヒデに協力したが、その後、脱走時持っていた荷物の中に児童ポルノ法に抵触するものがあったらしく、児童ポルノの単純所持で逮捕された。その後ヒメコに一目惚れし、ストーカーになりかけていたが、すぐ改心している。狡猾で腹黒い面もあり、トランプゲームの下手なイカサマが得意。
車田正十郎
学生服専門の店を経営する学生服職人。超一郎曰く「学生服つくらせたら日本一」。唯一作った女子制服は着ると最強になれるが、呪われてもいるため服が着用する者を選ぶという。その服をめぐって魔界一族とバンガイストの戦いを有料で開催したりしたが、最後は服が選んだという理由でヒメコに贈った。
織田信長
国立美術館に展示されていた「信長のふんどし」に宿っていた霊魂。ツクモガミ作戦を遂行中の魔界一族の手により奪われそうになるが霊魂が何人かの怪人を経て警備員のバイトをしていた岡本に憑依し獣魔軍団を巻き込んでの騒動へと発展していく。鍛え上げられた岡本の体を気に入っている。

## バンガイストの能力・技
単行本1巻巻末「バンガイスト三大ひみつ百科」による。

### 能力
頭 アンガーリーゼント
怒りのエネルギーを集中することで硬度が100になり、あらゆるものを粉砕する。
耳 ガイストアンテナ
魔界一族の気配を察知する。エネルギーを放射して天変地異を起すこともできる。
眼 デモリッションアイ
精神を集中すると、壁の向こうを透視したり未来を見ることができるが、精神集中が苦手なため能力が発揮できない。
肩 カラーファング
悪の気配を察知すると自動的に攻撃する。海兵隊のナイフのように切れる。
胸 ガイストアーマー
未知の金属ガイストアーマーでできている。怒りのエネルギーに応じて硬度がアップし、破壊されても再生する。
胴 夜怨鬼闘炎陣（よんきとうえんじん）
怒りのパワーをエネルギーに変換する排気量換算で1000cc、フルパワーで138馬力を発生させる。人類の科学では解明できない仕組み。
腕 ターボナックラー
パワーを増幅させ、戦車の砲弾並みの破壊力のパンチを打ち出す。握力は1トン、パンチの速度はマッハ3。
足 フットチャージャー
サッカー選手並みの脚力を持ち、パワーを増幅させることで時速150キロで走ることができる。キックは鉄筋もへし折る。

### 技
真怒武霊星（マッドブレスター）
1門の主砲、4門のバルカン砲、6連ミサイルの同時攻撃で何もかも粉砕する最大の必殺技。
真覇殴流（マッハナックル）
マッハ3の拳から発生する衝撃波。
真怒圧破悪（マッドアッパー）
時速300キロのバイクが激突するのと同じパンチ
斧闇闘夢無礼禍（ファントムブレイカー）
エネルギーを特殊な電波に変換してあらゆる幻影を破る。

## エピソード
- 作者はプロレス同様に特撮作品のファンでもあり、なかでも魔界一族の編成や怪人の個性や内面を強く打ち出したストーリーは『超人機メタルダー』[1]に影響されている。
- 作者がヘヴィメタル・ハードロックのファンであり造詣が深く、本作品の扉絵の殆どがヘヴィメタル・ハードロックバンドのアルバムのジャケットのパロディ[2]になっている。
- 同じサイトで連載を持っていたしちみ楼は作者と兄弟を名乗るほどで、しちみの作品『ピーヨと魔法の果実』[3]には本作品の岡本裕介が登場する話がある。また本作品にはしちみのキャラクターであるピーヨがモブキャラとして登場するシーンがある。

## 書誌情報
- 霧隠サブロー『魔装番長バンガイスト』リイド社〈LEED Cafe comics〉、既刊2巻（2018年7月25日現在）
  1. 2017年12月25日発売、ISBN 978-4-8458-5174-4
  2. 2018年7月25日発売、ISBN 978-4-8458-5196-6